# Televisión por suscripción

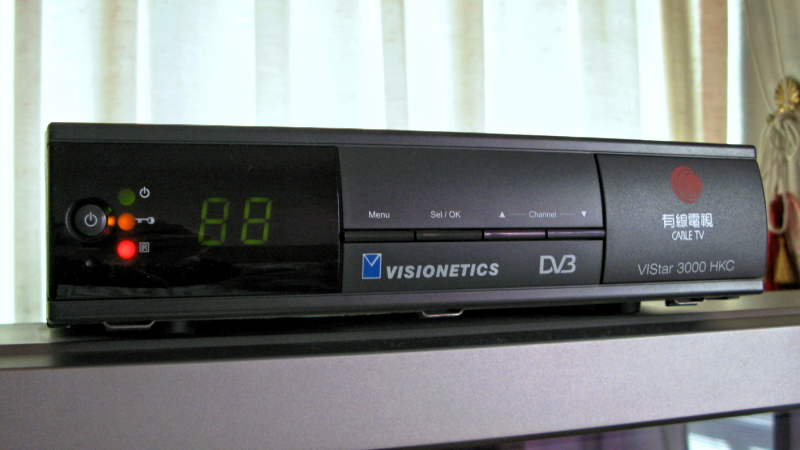
Decodificador de televisión por cable norma DVB-C

La televisión por suscripción, televisión de pago o televisión por abonados es un servicio de televisión con contenidos exclusivos, adicional a un paquete base de canales. Para su visualización, se requiere abonarse a la compañía distribuidora, estando disponible a través de plataformas multicanal por cable o satélite, y plataformas en línea de vídeo bajo demanda (VOD).
El servicio de pago por visión (PPV), es una opción complementaria que ofertan algunas plataformas de pago, en la cual el usuario contrata un contenido prémium.

## Contenido
La televisión por suscripción está orientada a ofrecer contenidos prémium y canales especializados. Las proveedoras o plataformas, ofrecen un paquete básico de canales y paquetes temáticos. Los canales temáticos, se dedican a un tema o grupo social específico y se financian mediante el cobro a la plataforma o distribuidora, en función del número de usuarios. Emiten de forma ininterrumpida, sin pausas publicitarias. En otros casos, las pausas se utilizan para anunciar otros programas y canales, o para mostrar contenido adicional. 
Los deportes, las series y el cine, constituyen los principales atractivos de estas plataformas. Muchos de los servicios de televisión por suscripción, obtienen derechos de películas a través de acuerdos exclusivos con los distribuidores de películas, que permiten su emisión en un corto periodo de tiempo tras su estreno en cines. A diferencia de la televisión terrestre, es común que las compañías de televisión por suscripción ofrezcan canales con contenido sexual o violento sin censura. También al finalizar las películas en sus canales al dar inicio los créditos de cierre, los créditos son visualizados a una velocidad rápida para evitar los horarios retrasados en su programación.
La televisión de pago, estuvo restringida en numerosos países, por el condicionante en su acceso, en razón del poder adquisitivo del espectador. Por ejemplo, en España solo se autorizaron a partir de 1990. En la actualidad, debido a la globalización, casi no hay países donde esté prohibida la existencia de estos canales. Uno de los pocos ejemplos es Corea del Norte, donde solo se permite la recepción del canal de la Televisión Central de Corea.

## Modelo de negocio
A diferencia de la mayoría de las demás emisoras de televisión multicanal, que dependen de las tarifas de publicidad y transporte como fuentes de ingresos, la mayoría de los servicios de televisión de pago dependen casi exclusivamente de las tarifas de suscripción mensual que pagan los clientes individuales. Como resultado, los medios de televisión de pago están más preocupados por ofrecer contenido que pueda justificar el costo del servicio, lo que ayuda a atraer nuevos abonados y retener a los abonados existentes.
Muchos servicios de televisión de pago constan de varios canales individuales, denominados servicios "multiplex o paquete" (en referencia a los cines multiplex), en los que un canal insignia principal se acompaña de servicios secundarios con horarios distintos que se centran en géneros y públicos específicos (se centran en películas "clásicas" o programación orientada a la familia). Por lo general, estos servicios se combinan con el canal principal sin cargo adicional y no se pueden comprar por separado.
Dependiendo de las regulaciones locales, los servicios de televisión de pago generalmente tienen estándares de contenido más indulgentes debido a su distribución relativamente más estrecha y no están sujetos a la presión de los patrocinadores para atenuar el contenido. Como resultado, la programación generalmente se transmite sin modificaciones de tiempo o control parental, mostrando de forma explícita violencia gráfica, blasfemias, desnudez y actividad sexual.
Financiamiento de la televisión
- Señal abierta, en esta categoría entran canales cuyo programas son pagados por la publicidad o por el estado.
- Señal de pago, en esta categoría entran canales cuyo programas son pagos por los abonados, incluyen poca o nula publicidad.
- Señal de pago premium, en esta categoría entran los canales cuyo programas son totalmente pagados por los abonados y no contienen ningún tipo de publicidad.

## Proveedoras y plataformas
- Anexo:Proveedores de televisión por suscripción